# Solenopsis blanda
Attopsis blanda, Attopsis acuta
Espèce
Synonymes
- †Attopsis blanda Förster, 1891
- †Attopsis acuta Förster, 1891

Solenopsis blanda est une espèce fossile de fourmis piqueuses de la famille des Formicidae, de la sous-famille des Myrmicinae, de la tribu des Solenopsidini et du genre Solenopsis.

## Classification
L'espèce Solenopsis blanda est décrite en 1891 par le paléontologue et entomologiste allemand Bruno Förster (1852-1924) sous le protonyme Attopsis blanda, ainsi que l'espèce Attopsis acuta,. 

### Fossiles
Selon Paleobiology Database en 2023, le nombre de collections fossiles référencées est de trois :
- Oligocène inférieur ou Rupélien : deux collections de France, de Brunnstatt dans le département du Haut-Rhin en Alsace, décrites en 1891 par Bruno Förster[1] et en 1937 par Nicolas Théobald[3] et une d'Allemagne, de Kleinkembs, en Bade-Wurtemberg, décrite en 1937 par Nicolas Théobald[3],[2].

### Renommage
L'espèce Attopsis blanda est renommée Solenopsis blanda en 1937 par le paléontologue français Nicolas Théobald, renommage repris en 2012 par le myrmécologue anglais Barry Bolton. Il a aussi mis en synonyme l'espèce Attopsis acuta, confirmé en 2012 par le myrmécologue anglais.

### Étymologie
Les épithètes spécifiques blanda et acuta signifie en latin « apaisant » et « pointu ». 

## Description

### Caractères
La diagnose de Nicolas Théobald de 1937, : 

« Cet Insecte, de coloration rouille, est connu par des ♀ (R277, 220) et des ♂ (Bt26 de Brunnstatt).
Tête petite, arrondie ; deux yeux latéraux ; antennes coudées. Cou net. Thorax ovale, rétréci à l'arrière. ailes manquent, mais il reste encore les tegulae. Pétiole formé de deux segments. Abdomen subglobuleux, un peu allongé en forme d'oeuf. Pattes grêles. Le pétiole est plus court que dans les autres espèces de Solenopsis, l'abdomen est plus arrondi. ».

### Dimensions
La longueur totale est de 6 mm.

### Affinités
« Attopsis acuta décrit par Förster n'est que l'ouvrière, dont Attopsis blanda représente la femelle. ».

### Publication originale
- [1891] (de) Bruno Förster, « Die Insekten der "Plattigen Steinmergels" von Brunstatt », Abhandlungen zur Geologischen Specialkarte von Elsass-Lothringen, vol. Band 3, no 1,‎ 1891, p. 335-593.